# Pista de Toralla a Torallola
La Pista de Toralla a Torallola és una pista rural del terme municipal de Conca de Dalt (a l'antic terme de Toralla i Serradell, al Pallars Jussà. Enllaça els pobles de Toralla i Torallola.
Arrenca de la Pista de la Serra de Sant Salvador a prop i a migdia de Toralla, a llevant de la partida de la Via i a ponent de la d'Escauberes, d'on marxa cap al sud-sud-est, passa entre les partides de la Serra de Ramonic (nord-est) i la Serra de Mateu (sud-oest), segueix la carena de la Serra de Mateu ascendint cap a la Serra de Ramonic i passant pel costat nord del Corral de la Serra de Mateu. Un pic arriba a la Serra de Ramonic, emprèn pel seu costat meridional, i es comença a decantar cap al sud. Passa ran de l'extrem oriental de la partida de Gavatx, i s'adreça al Serrat de Gavarnes, pel vessant nord-est del qual discorre. A l'extrem sud-oriental d'aquest serrat, damunt de la partida de les Ginebres, tomba cap a ponent poc tros per, en arribar a los Tarters de Tuixà, tornar a girar cap al sud. Deixa la partida de la Font Sobirana a llevant, i va a buscar la carena que separa el barranc de Santa Cecília, que queda al nord-est, del barranc de Vilanova, al sud-oest. Deixa a ponent los Seixos i les Escometes, a llevant Peraire i altre cop a ponent la Llenguadera, i en arribar a Sant Roc entronca amb el Camí vell de la Pobla de Segur a Salàs de Pallars.